# La cocina de don Pedrito
La cocina de don Pedrito fue un programa de televisión sobre gastronomía peruana conducido por Pedro Villalba y emitido a través de Frecuencia Latina.

## Historia
El programa se originó como un segmento culinario del cocinero Pedro «don Pedrito» Villalba del programa Por la mañana, conducido por la reina de belleza Pelusa Saco y el actor Jaime Lértora.
A partir de 1998 Don Pedrito pudo tener un programa propio, que cambió el concepto de los espacios televisivos culinarios introduciendo una serie de elementos populares, como llamadas de teléfono a las amas de casa y movimientos de baile mientras elaboraba las recetas caseras de precios accesibles, así como Villalba hizo popular su famosa frase cusí-cusá. El programa finalizó en el 2000, a causa del despido del dueño del canal de televisión.
Tras el despido, continuó en Red Global y otros canales. Además, tuvo otras participaciones en diferentes festivales de cocina, posteriormente fue reconocido por la Unión Europea por su trayectoria.